# DVD authoring
Si definisce DVD authoring il procedimento di confezionamento di un DVD in tutte le sue numerose funzionalità. Trattandosi, ad oggi, di un intervento dispendioso in termini economici, esso è giustificato principalmente per interventi su ampia scala, quali ad esempio l'emissione in commercio di film per l'home video.

## Principali caratteristiche
Sono considerate authoring le seguenti funzioni di un dvd:
- menu e/o menu animati;
- tracce audio;
- sottotitolazione;
- navigazione;
- multiangolo.